# 배용준
배용준(裵勇浚, 1972년 8월 29일 ~ )은 대한민국의 전 배우이자 현재는 한국계 미국의 기업인이다.

## 학력
- 서울명일국민학교 졸업
- 배재중학교 졸업
- 한영고등학교 졸업
- 성균관대학교 영상학 중퇴

## 약력

### 젊은 시절
배용준은 1972년 8월 29일에 서울특별시 중구 백병원에서 태어났다. 1남 1녀 중 장남으로, 여동생이 한명 있다. 풍일초등학교에서 서울명일초등학교로 전학했고, 배재중학교, 한영고등학교를 졸업하였다. 아버지의 영향으로 6살 때부터 태권도와 유도를 배우기 시작한 그는 어린 시절에 태권도 경기 도중 상대방에게 눈을 맞아 시력이 안 좋아지기 시작했고, 결국에는 안경을 쓰기 시작했다. 배용준은 대학입시 낙방과 초등학교 때 아버지의 사업실패로 인해 어려워진 가정 형편으로 자원 입대를 하려 했지만 낮은 시력으로 병역 면제 판정을 받았다. 또한, 배용준은 재수 시절 진위사란 절에 공부를 위해 입산했었다. 이후, 그는 두번의 낙방 끝에 대학 입시를 포기하고 다른 길을 모색했고, 어린 시절부터 "배우 한번 해봐라"라는 말을 자주 들었던 그는 연예계 진출을 떠올렸고 아버지의 지지에 큰 힘을 얻었다고 한다. 그리고 영화 촬영장에서의 경험을 쌓기 위해 합동영화사에 들어갔다. 이후 그곳에서 연출부, 기획실, 제작실에서 영화보조 스탭으로 일했고, 출연자 섭외, 장소헌팅 등의 일을 맡으며 현장 경험을 쌓았다. 하지만 최종의 목표는 배우였기에 합동영화사를 나와 지인이 운영하던 연기학원에 다녔는데 그 시절 권오중과 첫 만남을 가졌다고 한다.

### 1994-2000년: 초기 경력과 성공
배용준은 1994년 오디션을 통해 KBS 특채 탤런트로 발탁되어 청춘 드라마 《사랑의 인사》로 23세의 나이에 연기자로 데뷔하였다. 그는 60%가 넘는 높은 시청률을 기록하며 많은 사랑을 받았던 《젊은이의 양지》(1995년)에서 영화감독 지망생인 재벌2세의 대학생 역할로 큰 주목을 받기 시작했다. 이영애와 출연한 드라마《파파》(1996년)에 이어, 최고 시청률 65.8%라는 한국 역대 드라마 시청률 1위를 기록한 《첫사랑》(1996년), 《맨발의 청춘》(1998년) 등에 연이어 출연하며, 부드럽고 댄디하면서도 모성본능을 자극하는 이미지로 인기를 끌며 톱스타로서 자리매김했다. 그는 이후 1999년에 방송 된 노희경 작가가 극본을 쓰 드라마 《우리가 정말 사랑했을까》를 끝으로 활동을 중단했고, 이후로 숱한 많은 작품의 캐스팅 제의를 받았지만 역할 등의 의견이 맞지 않아 캐스팅이 무산되면서 2년간의 공백을 갖게 되었고, 2000년에는 성균관대학교 예술학부 영상학과 00학번으로 입학해 늦깍이 대학생으로 학업에 몰두했다. (이후 2005년 3월말에 학교에 자퇴서를 제출, 학업을 중단했다.)

### 2001-2003년: 성공적인 컴백과 영화 데뷔
배용준은 2001년에 호텔을 배경으로 한 드라마 《호텔리어》로 배우로서 2년여만에 복귀하였고 송윤아, 김승우와 공연해 최고 시청률 38.6%를 기록하며 성공적인 복귀를 하였다. 또한 드라마 첫방송을 앞두고 《호텔리어쇼》라는 특집 토크쇼의 녹화를 마쳤지만 이 프로그램의 편성 소식이 전해진 뒤 MBC는 "공영성을 망각하고 시청률 지상주의를 부추기려 한다"는 비난을 받았고 방송편성이 취소되기도 했다. 다음해 2002년에는 데뷔작으로 인연을 맺었던 윤석호 PD가 연출한 드라마 《겨울연가》에 출연했다. 《첫사랑》 이후, 5년여만에 최지우와 다시 호흡을 맞췄다. 이 작품은 방영 당시 상도, 여인천하와 경쟁해 25%가 넘는 높은 시청률을 기록했고, 두 주인공을 본뜬 헤어스타일, 목도리 패션, 각종 소품 등이 젊은이들 사이에 새로운 유행을 끌며 인기를 끌었다.
배용준은 90년대부터 충무로 영화 관계자들로부터 수많은 캐스팅 제의를 받아왔지만, 워낙에 신중한 작품 선택으로 영화 데뷔를 미뤄오다가 2003년에 프랑스의 소설 《위험한 관계》를 조선 시대 사극으로 옮겨 영화화한 이재용 감독의 영화 《스캔들: 조선남녀상열지사》으로 데뷔 10년만에 스크린에 데뷔하였다. 이 작품으로 전도연과는 지난 8년만에 다시만나 재공연하였고, 그는 연기 생활 처음으로 파격적인 노출연기를 펼치는 등 평소 부드러운 이미지를 벗어나 희대의 작업남을 완벽하게 연기해 좋은 평을 얻었다. 청룡영화상 신인남우상, 백상예술대상 영화부분 신인남자연기상을 수상했고, 352만 관객을 동원하며 그의 이름값을 돈톡히 해냈다. 2004년 3월부터 4월까지 영화《스캔들》의 프로모션으로 중화민국, 싱가포르, 홍콩, 일본의 아시아 투어를 진행 하였다.

### 2003-2006년: 겨울연가와 일본에서의 인기
《겨울연가》는 2003년 4월부터 일본의 방송사 NHK 위성 채널에 이어 지상파 채널에 방송되어 일본 중장년층으로부터 첫사랑의 아련한 추억을 불러 일으키며 외국드라마로는 최초로 20%가 넘는 높은 시청률을 기록하며 엄청난 인기를 끌었고, 배용준은 부드럽고 따뜻한 매력남의 이미지로 일본 언론과 팬들 사이에서 "욘사마(일본어: ヨン様, よんさま)"라는 이례적인 극존칭으로 불릴 만큼 엄청난 파급력과 인기를 얻었다. 이후 배용준은 대표적인 한류스타로 자리매김하며 일본내 한국문화 붐을 이끌었다. 특히 욘사마라는 애칭은 일본 아사히신문에서 선정한 2004년 올해의 유행어 대상에 선정되기도 했다. 또한, 배용준이 일본에 공식적인 첫 방문을 했던 2004년 11월 24일에 나리타 공항에는 그를 보기 위해 7,000여명의 엄청난 인원의 팬들이 마중을 나왔고, 일본의 지상파 방송사 TBS TV가 헬기까지 띄우며 배용준의 일거수일투족을 생중계하는 진풍경이 벌어지기도 했다. 배용준은 NHK측으로부터 감사장을 받기도 했다. 이외에 일본에서도 초특급대우인 10~13억원의 개런티를 받으며 《롯데제과》, 《오로라민C》, 《소니 사이버샷》, 《칠색아차》, 《세콤》등의 광고에 출연하며 높은 인기를 실감했다. 대한민국의 현대경제연구원은 "한류현상과 문화산업화 전략" 보고서를 통해 한국, 일본 양국의 각종 자료를 취합한 결과 "욘사마"의 경제적 효과가 국내에서 1조원, 일본에서 2조원 등 최소 3조원을 넘는 것으로 추정한다고 발표하였다. 2004년 가을에 발매된 첫 사진집 《THE IMAGE VOL.1》는 초판 10만부가 매진되었다. 또한, 그는 태국과 중국 등 아시아 국가에서도 높은 인기를 얻고 있다.
2005년에는 허진호 감독의 영화 《외출》로 2년만에 스크린에 복귀하였고, 손예진과 호흡을 맞췄다. 한국에서의 관객수는 74만명에 그쳤지만, 같은해 9월 일본에서 개봉되어 약 300만명의 관객수를 동원하며 일본에서 개봉된 역대 한국 영화중의 최고 흥행 기록을 세웠다.

### 2007-2012년: 태왕사신기와 한국에서의 활동
배용준은 2007년에 김종학 PD와 송지나 작가가 4년여만에 의기투합한 작품이자 한국방송사상 최고액의 400억이 넘는 제작비와 3년여간의 제작기간을 거친 드라마 《태왕사신기》로 5년만에 브라운관에 복귀하였다. 그는 이 작품에서 부드러운 카리스마를 보여주며 새로운 왕의 캐릭터를 선보이는 등 시청자들에게 많은 사랑을 받았고 데뷔 14년만인 그 해 MBC 연기대상에서 대상을 수상했다.
2008년 6월 1일에는 《태왕사신기》의 일본 지상파 방송을 기념해 오사카 교세라돔에서 개최된 《태왕사신기 프리미엄 이벤트 2008 in JAPAN》에 이지아, 문소리, 김종학 PD 등과 참석했고, 3년만에 공식적으로 일본에 방문하였다. 배용준은 2009년 9월 23일에 《배용준의 한국의 아름다움을 찾아 떠난 여행》이라는 책을 출간했다. 이 책은 배용준이 지난 1년동안 한국 각 분야의 대표 장인 11명과 13가지 전통문화 콘텐츠를 체험하고 배용준이 직접 촬영한 200여컷의 사진이 첨부해져 있으며, 한국인들도 잘 모르고 있던 우리나라의 아름다운 문화를 소개하고 해외 독자들이 한국에 여행 왔을 때 꼭 들려봐야할 한국의 여행지를 깊이있게 다룬 책으로 관계자측은 "한류스타가 아닌 한 인간으로서의 배용준과 그가 전하는 한국문화의 아름다움에 초점을 맞췄다"고 말했다. 또한 이 책의 중국어판은 중국 신문사 신경보가 선정한 '2010 우수도서'에 후보에 선정되기도 했다. 이후, MBC LIFE에서 2011년 1월 8일부터 3월 12일까지 동명의 제목의 다큐멘터리가 방송되었다.
배용준은 2009년 9월 29일에는 첫 더빙을 연기한 애니메이션 《겨울연가》의 방영을 기념하는 도쿄돔 이벤트에 최지우와 함께 참석했다. 도쿄돔에서 펼친 이벤트 실황은 일본 전역의 극장에서도 위성 생중계돼 총 10만여 팬이 함께한 초대형 이벤트로 큰 화제를 모았고, 3D 영화로 제작되어 일본 전역에 개봉되었다. 또한 2008년에는 한류스타 최초로 일본을 비롯해 아시아권에서 한류를 알리는데 높은 공로를 인정 받아 문화체육관광부의 추천을 받아 화관문화훈장(5등급)을 받았다.
배용준은 2009년에 《2010-2012년 한국방문의 해》를 맞아 대한민국 홍보대사로 위촉되어 아시아를 넘어 전 세계에 한국을 알리는 홍보 활동을 펼쳤고, 배용준이 출연한 포스터는 2009년 3월 요미우리 신문에서 광고 주목율 70%라는 수치를 기록하며 한국에 대해 관심과 호감도를 상승시킨 좋은 광고로 선정되기도 했다. 또한 한해 780만 해외 관광객 유치에 큰 역할을 한 것으로 조사되었다.
배용준은 2009년 1월 6일 키이스트와 가수 겸 제작자인 박진영의 JYP 엔터테인먼트가 공동으로 드라마제작을 위한 합작법인 유한회사를 설립해 연예예술고등학교를 배경으로 하는 학원물의 드라마 《드림하이》를 제작한다고 발표했다. 이 드라마는 2011년 1월 첫방송 되었고 20%에 육박하는 시청률을 기록하는 등 선전하며 인기를 끌었고, 배용준은 학교 이사장 역할로 특별출연하였다. 다음 해인 2012년 1월에 《드림하이 2》가 제작 및 방송 되었고 2013년 5월 30일에 JYP 엔터테인먼트에서 설립된 지 4년여만에 청산되었다고 발표했다.

### 2013년-현재
배용준은 2013년 10월에 지난 2003년 일본에서 첫 방영된 드라마 《겨울연가》의 한류 10주년을 기념하는 '한류 10주년 위원회' 주관으로 치바 마쿠하리 멧세 국제 전시장에서 개최된 '한류 10주년 대상 in 일본' 시상식에서 '한국 드라마 대상 남자 배우 부문' 그랑프리와 대상을 수상했다. 현재 배우 활동은 쉬고 있다.

## 결혼 및 사생활
배용준은 2015년 2월에 1년간 사귄 LS그룹의 부회장 딸인 재벌가 연인 구소희와 결별했다고 발표했다. 이후 3개월 뒤인 2015년 5월 14일 소속사 키이스트의 공식 웹사이트를 통해 13살 연하의 배우 박수진과 결혼할 예정이라고 발표하였다. 두 사람은 이전부터 알고 지내던 선후배 사이로 "올해 2월부터 서로에게 이성적인 호감을 가지며 연인 관계로 발전했다"며 "현재 양가 부모의 결혼 허락을 받았으며 결혼식을 올해 가을쯤으로 예정하고 진행 중"이라고 밝혔다. 하지만 3개월이라는 짧은 연애 기간과 갑작스러운 결혼 발표에 일각에서는 박수진이 혼전임신을 한 것이 아니냐는 의혹이 제기되기도 했다. 이에 대해 키이스트 측은 언론 매체와 인터뷰를 통해 "박수진이 임신한 건 절대 아니다. 결혼 후에도 지금처럼 활동을 이어갈 것이다"라며 박수진의 혼전임신은 사실무근이라는 뜻을 밝혔다. 2015년 7월 27일 두 사람은 서울 쉐라톤 그랜드 워커힐 애스톤 하우스에서 결혼식을 올렸다.

## 키이스트
2004년 BOF 엔터테인먼트(현재 사명 "키이스트")를 설립했으며 현재는 키이스트의 실제 최대주주로 지분의 34.6%를 소유하고 있다.

## 자선 활동과 기부 목록
- 2004년 10월 일본 니가타 현 주에쓰 지진 - 일본에서 개최된 사진전의 수익금 3억원을 기부했다.
- 2004년 11월 서울 잠실롯데호텔에서 열린 사진전의 수익금의 전액을 기부했다.[89]
- 2004년 12월 인도네시아 수마트라 지진 - 구호 단체에 3억원을 기부했다.
- 2005년 8월 28일 NTV 《24시간 TV 사랑은 지구를 구한다》 - 모금 활동을 통해 2억원을 기부했다.[90]
- 2005년 타이완 원주민을 위한 도서관 건립 기금 1억원, 동남아시아 쓰나미 피해자를 돕기 위해 월드비전에 3억원, 한국 소아암 백혈병 어린이를 위해 사회복지공동모급회 2억원을 기부했다.
- 2006년 7월 20일 한국 강원도, 평창, 인제 등 재해 구호협회에 수해 의연금과 구호 기부금 2억원을 기부했다.
- 2007년 12월 태안 기름유출사건 - 자원봉사자 1만명의 개인 방제용 장비 구입비로 3억 2000만원을 기부했다.
- 2008년 네팔 어린이 예방접종을 위해 1억 8000만원, 2010년 일본 나가와정 어린이 의료 센터에 5억원의 최신형 일본제 보육기를 기부했다.
- 2011년 동일본 지진 피해 복구를 위해 10억원을 기부했다.[91][92][93][94][95][96]

## 출연 작품

### 드라마
| 연도                                | 방송사                          | 제목                                  | 역할                  | 참고                |
| ----------------------------------- | ------------------------------- | ------------------------------------- | --------------------- | ------------------- |
| 1994                                | KBS2                            | 청춘드라마 《사랑의 인사》            | 김영민                | 26부작              |
| 1995                                | KBS2                            | 청춘드라마 《사랑의 인사》            | 김영민                | 26부작              |
| 주말연속극 《젊은이의 양지》        | KBS2                            | 하석주                                | 56부작                |                     |
| 드라마게임 - 《이별하는 여섯 단계》 | KBS2                            | 이경민                                | 1부작                 |                     |
| PSB (현 KNN 부산경남방송)           | 부산방송 개국 특집극 - 《해풍》 | 장문영                                | 단막극                |                     |
| 1996                                | KBS2                            | 수목드라마 《파파》                   | 최현준                | 16부작              |
| 1996                                | KBS2                            | 주말드라마 《첫사랑》                 | 성찬우                | 66부작              |
| 1997                                | KBS2                            | 주말드라마 《첫사랑》                 | 성찬우                | 66부작              |
| 월화드라마 《내 안의 천사》         | KBS2                            | 카페남                                | 특별출연              |                     |
| 1998                                | KBS2                            | 월화드라마 《맨발의 청춘》            | 장요석                | 16부작              |
| 1999                                | MBC                             | 수목드라마 《우리가 정말 사랑했을까》 | 강재호                | 44부작              |
| 2001                                | MBC                             | 수목드라마 《호텔리어》               | 신동혁                | 20부작              |
| 2002                                | KBS2                            | 토요 미니시리즈 《겨울연가》          | 강준상/이민형         | 20부작              |
| 2007                                | TV 아사히                       | 일본 드라마 《호텔리어》              | 본인                  | 특별출연            |
| 2007                                | MBC                             | 판타지사극 《태왕사신기》             | 환웅/담덕(광개토대왕) | 24부작              |
| 2011                                | KBS2                            | 월화드라마 《드림하이》               | 정하명                | 특별출연, 제작 참여 |

### 영화
| 년도 | 제목                          | 역할               | 참고        |
| ---- | ----------------------------- | ------------------ | ----------- |
| 1994 | 삘구                          | 쇼크파             | 데뷔전 출연 |
| 1994 | 젊은 남자                     | 단역               | 데뷔전 출연 |
| 2003 | 스캔들: 조선남녀상열지사      | 조원               |             |
| 2005 | 외출                          | 인수               |             |
| 2009 | 최민수, 죄민수... 그리고 소문 | 드라마 장면 - 본인 | 다큐멘터리  |

## 그 밖의 활동

### 방송
| 년도   | 방송사    | 제목                                        | 역할          | 참고            |
| ------ | --------- | ------------------------------------------- | ------------- | --------------- |
| 1995년 | KBS2      | 톱스타 인생극장 - 영자의 드라마게임         | 게스트        |                 |
| 1995년 | KBS2      | 토요일 7시가 좋다 - 스타의 토요일           | 게스트        |                 |
| 1995년 | KBS2      | 이문세쇼 - 젊은이의 양지 특집               | 게스트        |                 |
| 1995년 | KBS2      | 체험 삶의 현장                              | 게스트        |                 |
| 1996년 | KBS2      | 가족오락관                                  | 남성팀 게스트 | 1996년 3월 27일 |
| 1996년 | KBS2      | 슈퍼선데이 - 스타와 만나요                  | 게스트        |                 |
| 1996년 | KBS2      | 출발! 토요대행진 - 토요스페셜               | 게스트        |                 |
| 2002년 | KBS2      | 서세원쇼 - 겨울연가 특집                    | 게스트        |                 |
| 2002년 | KBS1      | 조영남이 만난 사람 - 윤석호 PD 편           | 특별 게스트   |                 |
| 2005년 | TV 아사히 | 테츠코가 직접 만난 욘사마(테츠코의 방 특집) | 게스트        |                 |

### 기타 출연
- 2002년 가요 컴필레이션 앨범 《동감 2집》 - 자켓모델
- 2009년 스카이 퍼펙트 커뮤니케이션! TV 애니메이션 《겨울연가》 - 더빙[102]

### 뮤직비디오
- 2001년 조성모 4집 - 〈잘가요 내사랑〉

### DVD
- 2005년 "배용준 DRAMA BAE YONG JOON" (포니캐년, 2005년 11월 16일 발매)
- 2006년 "April Snow ~ 재회 ~ 사이타마 슈퍼 아레나 이벤트 DVD-BOX" (인터랙티브 미디어 믹스, 2006년 5월 31일 발매)
- 2006년 "배용준 아시아 투어 2005 April Snow Promotion TAIWAN / JAPAN / KOREA / CHINA ~" (포니캐년, 2006년 11월 22일 발매)
- 2010년 영화 《배용준 3D in 도쿄돔 2009》[103]

### 사진집
- 2004년 화보집 《The Image Vol.One》[104]

### 저서
- 2009년 《한국의 아름다움을 찾아 떠난 여행》[105] ISBN 978-89-93976-04-5

### 광고

#### 국내
| 연도        | 기업명                        | 브랜드명                                             | 종류              | 공동 출연                             |  |
| ----------- | ----------------------------- | ---------------------------------------------------- | ----------------- | ------------------------------------- |  |
| 1995        | 농심                          | 큰사발                                               | 컵라면            | 권오중                                |  |
| 1995        | 롯데제과                      | 월드콘                                               | 아이스크림        |                                       |  |
| 1995 ~ 1996 | 나산패션                      | 메이폴                                               | 의류              |                                       |  |
| 1995 ~ 1996 | 롯데제과                      | 가나 초콜릿                                          | 초콜릿            | 이본                                  |  |
| 1996        | 롯데제과                      | 마카리나                                             | 스낵              |                                       |  |
| 1996        | LG전자                        | LG 숯불구이                                          | 전자렌지          |                                       |  |
| 1996        | LG생활건강                    | 마이빈                                               | 식이음료          |                                       |  |
| 1996        | 롯데제과                      | 덴티스트 껌                                          | 껌                |                                       |  |
| 1996 ~ 1997 | LG생활건강                    | 더블리치 샴푸                                        | 헤어케어          |                                       |  |
| 1996 ~ 1997 | 롯데제과                      | 제크                                                 | 스낵              |                                       |  |
| 1996 ~ 1997 | LG전자                        | LG통돌이 세탁기                                      | 생활가전          | 김지호                                |  |
| 1996 ~ 1997 | LG전자                        | LG동글이 청소기                                      | 생활가전          |                                       |  |
| 1997        | LG전자                        | LG 심포니 멀티넷                                     | 컴퓨터            |                                       |  |
| 1997        | LG전자                        | LG 아트젯                                            | 프린터            |                                       |  |
| 1997        | 토마토디앤씨                  | 씨채널                                               | 안경점            |                                       |  |
| 1997        | 웰코스(전신 동양화장품)       | 과일나라                                             | 화장품            |                                       |  |
| 1997        | LG그룹                        | LG그룹                                               | 기업광고          |                                       |  |
| 1997        | 하이트진로                    | 하이트맥주                                           | 주류              |                                       |  |
| 1997        | 거평패션                      | 렛쎄스                                               | 의류              |                                       |  |
| 1998        | LG유플러스(전신 LG텔레콤)     | 019PCS                                               | 통신사            | 최지우                                |  |
| 2001        | (주)계몽사                    | 기업광고                                             |                   |                                       |  |
| 2001 ~ 2007 | 엠케이트렌드                  | 올드앤뉴                                             | 의류              | 김하늘                                |  |
| 2002        | 한라건설                      | 한라밀라트Ⅲ 비발디                                   | 아파트            |                                       |  |
| 2002        | 한국투자증권                  | 한국투자신탁증권                                     | 증권기업          |                                       |  |
| 2002        | GS홈쇼핑 (전신 LG홈쇼핑)      | LG이숍                                               | 쇼핑몰            | 김현주                                |  |
| 2002        | JM글로벌                      | JM산소피아 공기청정기 JM산소정수기                   | 생활가전          | 최지우                                |  |
| 2002 ~ 2003 | 신한카드 (전신 LG카드)        | LG카드                                               | 신용카드          | 이영애                                |  |
| 2002 ~ 2004 | LG유플러스 (전신 LG텔레콤)    | LG유플러스 뱅크온 LG텔레콤 멤버쉽                    | 통신사            | 손예진, 전지현 外                     |  |
| 2002 ~ 2005 | 한국네슬레                    | 테이스터스 초이스                                    | 커피              |                                       |  |
| 2003        | LG전자                        | 휘센 휘센 2in1                                       | 에어컨            |                                       |  |
| 2003        | FnC코오롱                     | 맨스타                                               | 남성정장          |                                       |  |
| 2004        | 현대카드                      | 현대카드 × 스캔들: 조선남녀상열지사 편 (풋티지 광고) | 신용카드          |                                       |  |
| 2004 ~ 2006 | (주)호텔롯데                  | 롯데면세점                                           | 면세점            | 아시아 전역 박진희, 이수경, 공현주 外 |  |
| 2004 ~ 2008 | 경남기업                      | 경남 아너스빌                                        | 기업광고, 아파트  |                                       |  |
| 2005        | 한국코카콜라                  | 이온에이드                                           | 음료              |                                       |  |
| 2008        | 유경테크놀로지스              | 빌립 X5 X70                                          | 휴대용 디지털기기 |                                       |  |
| 2008        | 신한금융그룹                  | 신한금융그룹                                         | 기업광고          | 유재석과 공동 출연                    |  |
| 2008 ~ 2009 | LG 생활건강 (전신 더페이스샵) | 더페이스샵                                           | 화장품            | 아시아 전역                           |  |
| 2009 ~ 2011 | 패션그룹형지                  | 아날도바시니                                         | 남성의류          |                                       |  |
| 2011        | SK에너지                      | SK에너지                                             | 기업광고          | [ 107 ]                               |  |

#### 해외
| 연도        | 기업명           | 브랜드명                           | 종류              | 공동 출연                    | 국가                |
| ----------- | ---------------- | ---------------------------------- | ----------------- | ---------------------------- | ------------------- |
| 2001        | LG생활건강       | 더블리치 샴푸                      | 헤어케어          |                              | 베트남              |
| 2004        | 롯데제과         | 후라보노 껌                        | 껌                |                              | 일본                |
| 2004        | SONY             | 소니 사이버샷                      | 카메라            |                              | 일본                |
| 2004        | 오츠카제약       | 오로라민C                          | 음료              | 우에토 아야                  | 일본                |
| 2004        | 다이하츠공업     | MIRA                               | 자동차            |                              | 일본                |
| 2004        | au KDDI          | au GLOBAL PASSPORT                 | 핸드폰,이동통신   |                              | 일본                |
| 2004        | 레이밴           | 레이밴                             | 선글라스          |                              | 한국, 일본          |
| 2004 ~ 2006 | 롯데제과         | 아몬드 초콜릿                      | 초콜릿            | 오구라 유코, 나카이 마사히로 | 일본                |
| 2005        | 일본코카콜라     | 칠색아차                           | 음료              |                              | 일본                |
| 2005        | PIZZA-LA         | PIZZA-LA                           | 프랜차이즈 피자점 |                              | 일본                |
| 2005        | 현대자동차 재팬  | 소나타                             | 자동차            |                              | 일본                |
| 2005        | 롯데전자         | 호카론 오리지널 배용준 상품 캠페인 | 휴대용 보온제     |                              | 일본                |
| 2005        | 둥썬(東森)홈쇼핑 | 둥썬 홈쇼핑                        | TV 홈쇼핑업체     |                              | 중화민국            |
| 2006        | 주식회사 세콤    | 세콤                               | 경비업체          |                              | 일본                |
| 2007 ~ 2008 | 메가네탑         | 안경시장                           | 안경점            |                              | 일본                |
| 2009 ~ 2012 | 한국관광공사     | 한국방문의 해                      | 공익광고          |                              | 일본 외 전세계 전역 |
| 2011        | 훼미리마트       | 훼미리마트                         | 편의점            |                              | 일본                |
| 2012 ~ 2013 | 한국인삼공사     | 정관장                             | 홍삼              |                              | 일본                |

## 홍보대사
| 연도   | 홍보대사명                                 |
| ------ | ------------------------------------------ |
| 2008년 | 2008 한류엑스포 인 아시아 홍보대사         |
| 2008년 | 한국 방문의 해 홍보대사                    |
| 2009년 | 이와야마 칠예 미술관 명예관장              |
| 2010년 | "2010~2012 한국방문의해" 대한민국 홍보대사 |

## 수상 및 후보
| 연도 | 상                                                                                | 부문                                                              | 작품                     | 결과 | 출처            |
| ---- | --------------------------------------------------------------------------------- | ----------------------------------------------------------------- | ------------------------ | ---- | --------------- |
| 1994 | KBS 연기대상                                                                      | 남자 신인연기상                                                   | 사랑의 인사              | 후보 |                 |
| 1995 | KBS 연기대상                                                                      | 남자 신인연기상                                                   | 젊은이의 양지            | 수상 |                 |
| 1995 | KBS 연기대상                                                                      | 남자 포토제닉상                                                   | 젊은이의 양지            | 수상 |                 |
| 1996 | 제32회 백상예술대상                                                               | TV부문 남자 신인연기상                                            | 젊은이의 양지            | 후보 |                 |
| 1996 | 한국 모델센터                                                                     | 베스트 드레서 특별상                                              | 빈칸                     | 수상 |                 |
| 1996 | KBS 연기대상                                                                      | 남자 우수연기상                                                   | 첫사랑                   | 수상 |                 |
| 1996 | KBS 연기대상                                                                      | 남자 인기상                                                       | 첫사랑                   | 수상 |                 |
| 1997 | 제33회 백상예술대상                                                               | TV부문 남자 인기상                                                | 첫사랑                   | 수상 |                 |
| 1997 | 경향신문                                                                          | 독자가 뽑은 광고대상 특별상 (독자가 가장 좋아하는 광고 모델 선정) | 빈칸                     | 수상 | [ 124 ]         |
| 1999 | MBC 연기대상                                                                      | 남자 우수연기상                                                   | 우리가 정말 사랑했을까   | 후보 |                 |
| 2002 | 제38회 백상예술대상                                                               | TV부문 남자 인기상                                                | 겨울연가                 | 수상 |                 |
| 2002 | 제10회 한국최고인기연예대상                                                       | 탤런트부문 남자연기상                                             | 빈칸                     | 수상 |                 |
| 2002 | KBS 연기대상                                                                      | 남자 최우수연기상                                                 | 겨울연가                 | 수상 |                 |
| 2002 | KBS 연기대상                                                                      | 남자 인기상                                                       | 겨울연가                 | 수상 |                 |
| 2003 | 제24회 청룡영화상                                                                 | 신인남우상                                                        | 스캔들: 조선남녀상열지사 | 수상 | [ 125 ]         |
| 2003 | 제24회 청룡영화상                                                                 | 인기스타상                                                        | 스캔들: 조선남녀상열지사 | 수상 | [ 125 ]         |
| 2004 | 제40회 백상예술대상                                                               | 영화부문 남자 신인연기상                                          | 스캔들: 조선남녀상열지사 | 수상 |                 |
| 2004 | 제41회 대종상                                                                     | 신인남우상                                                        | 스캔들: 조선남녀상열지사 | 후보 |                 |
| 2004 | 일본 NHK                                                                          | 감사장(에비사와 가쓰지 회장으로부터.)                             | 빈칸                     | 수상 | [ 126 ]         |
| 2004 | 제33회 일본 남자패션협회                                                          | 올해의 베스트 드레스상 해외부문                                   | 빈칸                     | 수상 | [ 127 ]         |
| 2004 | 제4회 자랑스러운 한국인대상(한국언론인연합회)                                     | 대중예술 부문                                                     | 빈칸                     | 수상 | [ 128 ]         |
| 2005 | 문화관광부                                                                        | 오늘의 젊은 예술가상 영화부문                                     | 빈칸                     | 수상 | [ 129 ]         |
| 2007 | 제1회 일본 건강한 치아 & 식육(食育) 추진 위원회                                   | 건강한 치아 & 식육 대상                                           | 빈칸                     | 수상 | [ 130 ]         |
| 2007 | MBC 연기대상                                                                      | 대상                                                              | 태왕사신기               | 수상 | [ 131 ] [ 132 ] |
| 2007 | MBC 연기대상                                                                      | 남자 최우수연기상                                                 | 태왕사신기               | 후보 | [ 131 ] [ 132 ] |
| 2007 | MBC 연기대상                                                                      | 남자 인기상                                                       | 태왕사신기               | 수상 | [ 131 ] [ 132 ] |
| 2007 | MBC 연기대상                                                                      | 베스트 커플상 (with 이지아)                                       | 태왕사신기               | 수상 | [ 131 ] [ 132 ] |
| 2008 | 제44회 백상예술대상                                                               | TV부문 남자 최우수연기상                                          | 태왕사신기               | 후보 |                 |
| 2008 | 문화체육관광부                                                                    | 화관문화훈장(5등급)                                               | 빈칸                     | 수상 | [ 133 ] [ 134 ] |
| 2008 | 제2회 코리아 드라마 어워즈                                                        | 한류공로상                                                        | 빈칸                     | 수상 |                 |
| 2009 | 제1회 대한민국 브랜드 이미지상 (국제이미지컨설턴트한국협회, 한국이미지전략연구소) | 방송인부문                                                        | 빈칸                     | 수상 | [ 135 ]         |
| 2010 | 문화체육관광부                                                                    | 한국관광의 별 특별부분 공로상                                     | 빈칸                     | 수상 |                 |
| 2013 | 일본 한류 10주년 시상식                                                           | 대상                                                              | 빈칸                     | 수상 | [ 136 ] [ 137 ] |
| 2013 | 일본 한류 10주년 시상식                                                           | 남자 배우부문 그랑프리                                            | 빈칸                     | 수상 | [ 136 ] [ 137 ] |
| 2023 | KBS                                                                               | KBS를 빛낸 50인                                                   | 빈칸                     | 수상 |                 |

## 같이 보기
- 박수진
- 키이스트
- 콘텐츠K